# Слубицький повіт
Слубіцький повіт (пол. powiat słubicki) — один з 12 земських повітів Любуського воєводства Польщі.
Утворений 1 січня 1999 року в результаті адміністративної реформи.

## Загальні дані
Повіт знаходиться у західній частині воєводства.
Адміністративний центр — місто Слубиці.
Станом на 1.01.2008 населення становить 46 551 осіб, площа 999,29 км².

## Демографія
Демографічні дані повіту станом на 30.06.2005:
|       | Всього | Всього | Жінки  | Жінки | Чоловіки | Чоловіки |
| ----- | ------ | ------ | ------ | ----- | -------- | -------- |
|       | осіб   | %      | осіб   | %     | осіб     | %        |
| Повіт | 46 935 | 100    | 23 938 | 51    | 22 997   | 49       |
| Міста | 30 214 | 100    | 15 699 | 52    | 14 515   | 48       |
| Села  | 16 721 | 100    | 8239   | 49,3  | 8482     | 50,7     |